# امادجریم
امادجریم یک منطقهٔ مسکونی در چاد است که در Ouaddaï Region واقع شده‌است.